# La Nava de Santiago
La Nava de Santiago és un municipi de la província de Badajoz, a la comunitat autònoma d'Extremadura.

## Eleccions municipals del 2011
| Candidatura | Candidatura                      | Cap de llista                       | Vots | Regidors | % vots |
| ----------- | -------------------------------- | ----------------------------------- | ---- | -------- | ------ |
|             | Partit Popular                   | Maria de los Ángeles Cortés Sánchez | 344  | 5        | 51,57  |
|             | Partit Socialista Obrer Espanyol | Isabel Maria Villalobos Vizcaíno    | 314  | 4        | 47,08  |
|             | nul                              |                                     | 57   |          | 7,87   |
|             | vot blanc                        |                                     | 9    |          | 1,35   |
| Total       | Total                            | 724                                 | 724  | 9        | 100    |